# Denis Loré
Dino, Denis Loré, né le 31 juillet 1968 à Nîmes (France, département du Gard), est un matador français.

## Présentation
Après des débuts prometteurs, Denis Loré a eu d’énormes difficultés à s’imposer, ne réussissant jamais – ou quasiment jamais – à toréer en Espagne. Au nord des Pyrénées, son toréo sincère et valeureux, le plus souvent devant des taureaux provenant des ganaderías « dures », le fait largement apprécier. Il a donc fait une carrière presque exclusivement française, carrière à laquelle il a déclaré en octobre 2006, qu’il y mettrait fin à l’issue de la saison 2007.
Denis Loré a mis un terme définitif à sa carrière dans les arènes de Nîmes le dimanche 16 septembre 2007.

### Carrière
- Débuts en novillada non piquée : Saint-Laurent-d'Aigouze (France, département du Gard) le 20 juillet 1985 aux côtés de Xavier Milian, « El San Gilen », Bernard « Marsella » et Fernando José Plaza. Erales de la ganadería du Laget.
- Débuts en novillada avec picadors : Nîmes le 27 septembre 1987 aux côtés de Juan Lafitte et Juan Villanueva. Novillos de la ganadería de Bernardino Giménez
- Présentation à Madrid : 26 mai 1989 aux côtés de Enrique Ponce et Marco Antonio Girón. Novillos des ganaderías de Manolo González et de González Sánchez Dalp.
- Alternative : Nîmes le 2 juin 1990. Parrain, Emilio Muñoz ; témoin, Fernando Lozano. Taureaux de la ganadería de José Luis Marca.
- Confirmation d’alternative à Mexico : 10 mars 1996. Parrain, Manuel Moreno ; témoin,  Alfredo Rios « El Conde ». Taureaux de la ganadería de Fernando de la Mora.
- Confirmation d’alternative à Madrid : 14 juin 1998. Parrain, Domingo Valderrama ; témoin, Ruiz Manuel. Taureaux de la ganadería du marquis d’Albaserrada.
- Despedida : Nîmes le 16 septembre 2007 alternant à cette occasion avec José Tomás et Joselito Adame.